# 1975-1976シーズンのNBA
1975-1976シーズンのNBAは、NBAの30回目のシーズンである。

## シーズン前

### ドラフト
ドラフトではデビッド・トンプソンがアトランタ・ホークスから全体1位指名を受けている。ほか、アルヴァン・アダムス、ライオネル・ホリンズ、ボブ・グロスらが指名を受けている。

### その他
- カンザスシティ=オマハ・キングスはカンザスシティ・キングスに改称する。
- 第3代コミッショナーにラリー・オブライエンが就任する。
- NBPA（選手会）の反発により遅延していたNBAとABAの合併案は、ようやく選手会とも合意に至り、NBAによるABA吸収が決定した。

## シーズン

### オールスター
- 開催日：2月3日
- 開催地：フィラデルフィア
- オールスターゲーム　イースト 123－109 ウエスト
- MVP：デイブ・ビン　（ワシントン・ウィザーズ）

### イースタン・カンファレンス
| チーム                   | 勝 | 負 | 勝率 | ゲーム差 |
| ------------------------ | -- | -- | ---- | -------- |
| ボストン・セルティックス | 54 | 28 | .659 | -        |
| バッファロー・ブレーブス | 46 | 36 | .561 | 8        |
| フィラデルフィア・76ers  | 46 | 36 | .561 | 8        |
| ニューヨーク・ニックス   | 38 | 44 | .463 | 16       |

| チーム                         | 勝 | 負 | 勝率 | ゲーム差 |
| ------------------------------ | -- | -- | ---- | -------- |
| クリーブランド・キャバリアーズ | 49 | 33 | .598 | -        |
| ワシントン・ブレッツ           | 48 | 34 | .585 | 1        |
| ヒューストン・ロケッツ         | 40 | 42 | .488 | 9        |
| ニューオーリンズ・ジャズ       | 38 | 44 | .463 | 11       |
| アトランタ・ホークス           | 29 | 53 | .354 | 20       |

### ウエスタン・カンファレンス
| チーム                   | 勝 | 負 | 勝率 | ゲーム差 |
| ------------------------ | -- | -- | ---- | -------- |
| ミルウォーキー・バックス | 38 | 44 | .463 | -        |
| デトロイト・ピストンズ   | 36 | 46 | .439 | 2        |
| カンザスシティ・キングス | 31 | 51 | .378 | 7        |
| シカゴ・ブルズ           | 24 | 58 | .293 | 14       |

| チーム                             | 勝 | 負 | 勝率 | ゲーム差 |
| ---------------------------------- | -- | -- | ---- | -------- |
| ゴールデンステート・ウォリアーズ   | 59 | 23 | .720 | -        |
| シアトル・スーパーソニックス       | 43 | 39 | .524 | 16       |
| フェニックス・サンズ               | 42 | 40 | .512 | 17       |
| ロサンゼルス・レイカーズ           | 40 | 42 | .488 | 19       |
| ポートランド・トレイルブレイザーズ | 37 | 45 | .451 | 22       |

### スタッツリーダー
| 部門       | 選手                           | チーム                           | AVG  |
| ---------- | ------------------------------ | -------------------------------- | ---- |
| 得点       | ボブ・マカドゥー               | バッファロー・ブレーブス         | 31.1 |
| リバウンド | カリーム・アブドゥル＝ジャバー | ロサンゼルス・レイカーズ         | 16.9 |
| アシスト   | スリック・ワッツ               | シアトル・スーパーソニックス     | 8.1  |
| スティール | スリック・ワッツ               | シアトル・スーパーソニックス     | 3.2  |
| ブロック   | カリーム・アブドゥル=ジャバー  | ロサンゼルス・レイカーズ         | 4.1  |
| FG%        | ウェス・アンセルド             | ワシントン・ブレッツ             | .561 |
| FT%        | リック・バリー                 | ゴールデンステート・ウォリアーズ | .923 |

### 各賞
- 最優秀選手: カリーム・アブドゥル＝ジャバー, ロサンゼルス・レイカーズ
- ルーキー・オブ・ザ・イヤー, アルヴァン・アダムス, フェニックス・サンズ
- 最優秀コーチ賞: ビル・フィッチ, クリーブランド・キャバリアーズ

- All-NBA First Team:
  - ネイト・アーチボルド, カンザスシティ=オマハ・キングス
  - リック・バリー, ゴールデンステート・ウォリアーズ
  - ジョージ・マクギニス, フィラデルフィア・76ers
  - カリーム・アブドゥル＝ジャバー, ロサンゼルス・レイカーズ
  - ピート・マラビッチ, ユタ・ジャズ

- All-NBA Rookie Team:
  - ジョー・メリウェザー, ヒューストン・ロケッツ
  - アルヴァン・アダムス, フェニックス・サンズ
  - ライオネル・ホリンズ, ポートランド・トレイルブレイザーズ
  - ジョン・シューメイト, フェニックス・サンズ/バッファロー・ブレーブス
  - ガス・ウィリアムス, ゴールデンステート・ウォリアーズ

- NBA All-Defensive First Team:
  - ポール・サイラス, ボストン・セルティックス
  - ジョン・ハブリチェック, ボストン・セルティックス
  - ノーム・ヴァン・ライアー, シカゴ・ブルズ
  - デイブ・コーウェンス, ボストン・セルティックス
  - スリック・ワッツ, シアトル・スーパーソニックス

### ジャバーの移籍
- 1970年代における最も重要なトレードが敢行され、当時最高峰の選手だったカリーム・アブドゥル＝ジャバーが6年過ごしたミルウォーキー・バックスに別れを告げ、ロサンゼルス・レイカーズに移籍した。バックスは1971年には優勝を果たし、以後も勝率7割以上を維持するリーグ有数の強豪だったが、オスカー・ロバートソンの引退などで前季には大幅に勝率を落とし、優勝戦線から一気に後退したため、このチームでは優勝を望めなくなったジャバーはトレードを志願したのである。移籍先は故郷のニューヨークか、大学時代を過ごしたロサンゼルスを希望したが、駒不足のニューヨーク・ニックスはジャバーに見合う対価を用意できなかったため、レイカーズへの移籍となった。最重要選手を失ったバックスは1980年代に入るまでの間、低迷期が続く。一方前季17年ぶりにプレーオフ進出を逃したレイカーズは、ジャバーを獲得したもののすぐにプレーオフ復帰とはならなかった。このシーズンは前季よりも10勝を上積みし、ジャバーは3度目のMVPを獲得したが、勝率5割には届かなかった。以後少しずつチーム成績は上向いていくものの優勝からは程遠く、レイカーズにはジャバーと組めるもう一人のスター選手を必要としていた。

### シーズン概要
- クリーブランド・キャバリアーズが躍進を果たし、創部6年目にして初の勝率5割以上を達成し、初のデビジョン優勝と初のプレーオフ進出を決めた。当時のキャバリアーズはスター不在のチームだったが（前季途中にシカゴ・ブルズから移籍してきたネイト・サーモンドはキャリア末期を迎えていた）、キャンピー・ラッセルを始めとするアベレージ二桁得点を記録する選手が7人在籍するバランスの良いチームとなっていた。創部時からチームを指揮するビル・フィッチは最優秀コーチ賞を獲得した。
- 前季優勝を果たしたゴールデンステート・ウォリアーズはその余勢を駆ってリーグトップの勝率を収めた。
- 1974年に中心選手が相次いで引退したニューヨーク・ニックスは10シーズンぶりにプレーオフ進出を逃した。また前季ミッドウエスト・デビジョン覇者のシカゴ・ブルズはチェット・ウォーカーが引退し、さらにジェリー・スローンもシーズン中に引退してしまったため、デビジョン最下位に沈んだ。
- 1970年代前半はリーグ最激戦区だったミッドウエスト・デビジョンはバックス、ブルズなどの失墜で大きく凋落し、逆に全チームが勝率5割を下回るリーグ最弱地区となった。バックス、ブルズと入れ替わる形でフェニックス・サンズが6シーズンぶりにプレーオフに進出した。

## プレーオフ・ファイナル
|  | 1回戦              | 1回戦      | 1回戦          |                    |   | カンファレンス準決勝 | カンファレンス準決勝 | カンファレンス準決勝 |  |   | カンファレンス決勝 | カンファレンス決勝 | カンファレンス決勝 |   |  | ファイナル | ファイナル | ファイナル |
|  |                    |            |                |                    |   |                      |                      |                      |  |   |                    |                    |                    |   |  |            |            |            |
|  |                    |            |                |                    |   |                      |                      |                      |  |   |                    |                    |                    |   |  |            |            |            |
|  |                    | 1          | ウォリアーズ   | 4                  |   |                      |                      |                      |  |   |                    |                    |                    |   |  |            |            |            |
|  |                    |            |                | 4                  |   |                      |                      |                      |  |   |                    |                    |                    |   |  |            |            |            |
|  |                    |            | 5              | ピストンズ         | 2 |                      |                      |                      |  |   |                    |                    |                    |   |  |            |            |            |
|  | 4                  | バックス   | 5              | ピストンズ         | 2 | 1                    |                      |                      |  |   |                    |                    |                    |   |  |            |            |            |
|  | 4                  | バックス   |                |                    |   | 1                    |                      |                      |  |   |                    |                    |                    |   |  |            |            |            |
|  | 5                  | ピストンズ | 2              |                    |   |                      |                      |                      |  |   |                    |                    |                    |   |  |            |            |            |
|  | 5                  | ピストンズ | 2              |                    |   |                      |                      |                      |  | 1 | ウォリアーズ       | 3                  |                    |   |  |            |            |            |
|  | Western Conference |            |                |                    |   |                      |                      |                      |  | 1 | ウォリアーズ       | 3                  |                    |   |  |            |            |            |
|  |                    | 3          | サンズ         | 4                  |   |                      |                      |                      |  |   |                    |                    |                    |   |  |            |            |            |
|  |                    | 3          | サンズ         | 4                  |   |                      |                      |                      |  |   |                    |                    |                    |   |  |            |            |            |
|  |                    |            |                |                    |   |                      |                      |                      |  |   |                    |                    |                    |   |  |            |            |            |
|  |                    |            |                |                    |   |                      |                      |                      |  |   |                    |                    |                    |   |  |            |            |            |
|  |                    | 3          | サンズ         | 4                  |   |                      |                      |                      |  |   |                    |                    |                    |   |  |            |            |            |
|  |                    |            |                | 4                  |   |                      |                      |                      |  |   |                    |                    |                    |   |  |            |            |            |
|  |                    |            | 2              | スーパーソニックス | 2 |                      |                      |                      |  |   |                    |                    |                    |   |  |            |            |            |
|  |                    |            | 2              | スーパーソニックス | 2 |                      |                      |                      |  |   |                    |                    |                    |   |  |            |            |            |
|  |                    |            |                |                    |   |                      |                      |                      |  |   |                    |                    |                    |   |  |            |            |            |
|  |                    |            |                |                    |   |                      |                      |                      |  |   |                    |                    |                    |   |  |            |            |            |
|  |                    |            |                |                    |   |                      |                      |                      |  |   |                    | W3                 | サンズ             | 2 |  |            |            |            |
|  |                    |            |                |                    |   |                      |                      |                      |  |   |                    |                    |                    |   |  |            |            |            |
|  |                    | E1         | セルティックス | 4                  |   |                      |                      |                      |  |   |                    |                    |                    |   |  |            |            |            |
|  |                    | E1         | セルティックス | 4                  |   |                      |                      |                      |  |   |                    |                    |                    |   |  |            |            |            |
|  |                    |            |                |                    |   |                      |                      |                      |  |   |                    |                    |                    |   |  |            |            |            |
|  |                    |            |                |                    |   |                      |                      |                      |  |   |                    |                    |                    |   |  |            |            |            |
|  |                    | 1          | セルティックス | 4                  |   |                      |                      |                      |  |   |                    |                    |                    |   |  |            |            |            |
|  |                    |            |                | 4                  |   |                      |                      |                      |  |   |                    |                    |                    |   |  |            |            |            |
|  |                    |            | 5              | ブレーブス         | 2 |                      |                      |                      |  |   |                    |                    |                    |   |  |            |            |            |
|  | 4                  | 76ers      | 5              | ブレーブス         | 2 | 1                    |                      |                      |  |   |                    |                    |                    |   |  |            |            |            |
|  | 4                  | 76ers      |                |                    |   | 1                    |                      |                      |  |   |                    |                    |                    |   |  |            |            |            |
|  | 5                  | ブレーブス | 2              |                    |   |                      |                      |                      |  |   |                    |                    |                    |   |  |            |            |            |
|  | 5                  | ブレーブス | 2              |                    |   |                      |                      |                      |  | 1 | セルティックス     | 4                  |                    |   |  |            |            |            |
|  | Eastern Conference |            |                |                    |   |                      |                      |                      |  | 1 | セルティックス     | 4                  |                    |   |  |            |            |            |
|  |                    | 2          | キャバリアーズ | 2                  |   |                      |                      |                      |  |   |                    |                    |                    |   |  |            |            |            |
|  |                    | 2          | キャバリアーズ | 2                  |   |                      |                      |                      |  |   |                    |                    |                    |   |  |            |            |            |
|  |                    |            |                |                    |   |                      |                      |                      |  |   |                    |                    |                    |   |  |            |            |            |
|  |                    |            |                |                    |   |                      |                      |                      |  |   |                    |                    |                    |   |  |            |            |            |
|  |                    | 3          | ブレッツ       | 3                  |   |                      |                      |                      |  |   |                    |                    |                    |   |  |            |            |            |
|  |                    |            |                | 3                  |   |                      |                      |                      |  |   |                    |                    |                    |   |  |            |            |            |
|  |                    |            | 2              | キャバリアーズ     | 4 |                      |                      |                      |  |   |                    |                    |                    |   |  |            |            |            |
|  |                    |            | 2              | キャバリアーズ     | 4 |                      |                      |                      |  |   |                    |                    |                    |   |  |            |            |            |
|  |                    |            |                |                    |   |                      |                      |                      |  |   |                    |                    |                    |   |  |            |            |            |

- バッファロー・ブレーブスのカンファレンス準決勝進出はこのシーズンを最後に、以後ロサンゼルス・クリッパーズと名を変えた2006年までない。

### 伝説のファイナル第5戦
1969年に創設されたフェニックス・サンズはコニー・ホーキンス、ディック・ヴァン・アースデールらがチームを率い創部2年目にはプレーオフに進出、翌年には48勝を記録するがサンズが在籍する当時のミッドウエスト・デビジョンはリーグ最激戦区であり、その煽りを食らったサンズは以後5シーズンに渡ってプレーオフ進出を逃した。次第にチームは衰えていき、主要選手もチームを離れていった。そしてすっかり様変わりしたサンズは、このシーズンからボストン・セルティックスから移籍してきた25歳のポール・ウェストファル、前季からサンズに加わった27歳のカーティス・ペリー、新人で21歳のアルヴァン・アダムスの3人がチームの主力を担うようになった。若い陣容で新シーズンを挑んだサンズは勝率5割を僅かに上回る42勝を記録し、6シーズンぶりにプレーオフに進出。このシーズンのウエスタン・デビジョンは各チームの勝率が大きく落ち込んでいたため、この成績でも第3シードを手に入れることができた。カンファレンス準決勝でシアトル・スーパーソニックスを破ったサンズはカンファレンス決勝でゴールデンステート・ウォリアーズと対決。サンズはレギュラーシーズンの勝率で大幅に上回るウォリアーズを第7戦の末に破り、ファイナルに初進出した。
東からはボストン・セルティックスが順当に勝ちあがってきた。 2年前の優勝チームであるセルティックスは、エースの座はジョン・ハブリチェックからデイブ・コーウェンス、ジョ・ジョ・ホワイトらに移っていた。そしてシーズン前にサンズとトレードを行い、ポール・ウェストファルと引き換えにサンズのエースであったチャーリー・スコットを獲得。層の厚いセルティックスでは3番手選手となったスコットに対し、セルティックス時代は控え選手の一人に過ぎなかったウェストファルはエースとしてサンズを率い、古巣のセルティックスに挑むこととなった。
勝率5割を僅かに1勝分だけ上回ったに過ぎないサンズと、レギュラーシーズン54勝をあげたセルティックスとでは、結果は明らかと言われた。そしてその下馬評通り、ボストンで行われたファイナル第1戦、第2戦はセルティックスが勝利した。しかしフェニックスに移った第3戦はアルヴァン・アダムスの33得点14リバウンドの活躍でフェニックスが勝利した。この第3戦は乱闘騒ぎが発生するなど荒れた試合となったが、その雰囲気は第4戦にも持ち込まれ、序盤の10分だけで21個のファウルが飛び交った。険悪な雰囲気の中で進行した第4戦は、しかし試合そのものは最後まで勝負がもつれる好勝負となり、オーバータイムの末に109-107でサンズが2連勝を飾った。セルティックスの圧勝どころか、互いに熱のこもった実力伯仲の戦いとなったファイナルは、ボストンに戦いの場を移した第5戦に突入した。
しばしばファイナル史上最高の試合に挙げられる第5戦の始まりは、セルティックスの圧勝を予感させるものだった。最初の9分間だけで32-12の大差をつけたセルティックスは、第1Qだけで38得点をあげた。しかし第2Qで息を吹き返したサンズは前半を12点ビハインドで終えると、後半にはセルティックスのオフェンスを34得点に封じ込めた。95-95の同点で迎えた第4Q終盤にはお互い決勝点になるフリースローを2本ずつ得たが、両チームとも2本とも外してしまい、試合はオーバーターイムへと突入した。しかし最初のオーバータイムでは決着がつかず、試合は2回目のオーバータイムへ。このダブルオーバータイム最後の20秒は第5戦のハイライトシーンであり、ファイナル史上最も長い20秒となった。
109-108のセルティックスリードで迎えた残り20秒。時間が刻々と過ぎる中、サンズのオフェンスはディック・ヴァン・アースデールが逆転を狙ってジャンプショットを打った。リムに弾かれたボールは激しいリバウンド争いの末にコート外に飛び出したが、ウェストファルが執念のダイビングでコート内のアースデールにボールを渡し、そしてアースデールはカーチス・ペリーにパスした。ペリーはシュートを放ったが、これも無情にもリムに弾かれた。セルティックスのジョン・ハブリチェックはリバウンドを抑えようとしたが、掴むことができずボールをタップしてゴール下から弾き出した。そのボールの行き先に居たのはハブリチェックのチームメイトではなく、サンズのカーチス・ペリーだった。ハブリチェックから思わぬパスを受け取ったペリーは、今度こそ15フィート（4.6m）のジャンプショットを決め、土壇場でサンズが逆転を果たした。セルティックスがリバウンドにもたつく間に、時計の針は14秒進み、残り時間は僅かに6秒。セルティックスは1点のリードから一転、1点を追う立場となってしまった。圧倒的優位に立ったサンズが三連勝を飾り、3勝2敗とシリーズを一歩リードするかに思えた。
しかしサンズが逆転の余韻に浸るのも束の間だった。時計が進み始めた瞬間、コートを駆け抜けたのは8度の優勝経験を誇るハブリチェック。彼が放ったシュートがサンズのゴールに吸い込まれ、そして試合終了のブザーがなり、セルティックの逆転勝利が決まった。劇的なブザービーターに、コートは押し寄せたセルティックスファンで溢れ返った。パニックを避けるためセルティックスのメンバーはすぐにロッカールームに帰った。誰もが、サンズのメンバーですら第5戦は111-110のセルティックス勝利で決着が着いたと思っていた。しかしこれに異議を唱えたのが、解説者席に居たゴールデンステート・ウォリアーズ所属のリック・バリーであった。彼の指摘を審判団は受け入れ、そしてコートを占拠するセルティックスファンを客席に戻し、選手たちをコートに呼び戻した。電光掲示板のカウントは残り1秒まで戻された。ハブリチェックのシュートはブザービーターではなく、サンズにはまだ1秒の時間が残されていたのである。勝利の余韻を汚されたセルティックスファンは興奮のあまり審判団を激しく罵り、一部のファンはオフィシャル席のテーブルをひっくり返した。
混乱していたのはセルティックファンだけではない。サンズのウェストファルは試合が再開する直前に、すでに使い切っていたタイムアウトを要求してしまったのである。彼の行為はテクニカルファウルとなり、セルティックスにフリースロー1本が与えられてしまった。ジョ・ジョ・ホワイトは難なくフリースローを決め、点差は112-110の2点に広がった。しかしウェストファルのタイムアウト要求はフリースロー1本と引き換えに通ったため、これがサンズに思わぬ幸運をもたらした。すなわち、サンズはミッドラインからスローインする権利を得たのである。
タイムアウト中、ベンチに集まるサンズのメンバーとそれを妨害しようとするセルティックスファンの間で衝突が起こるなど、一食触発の雰囲気の中で試合は残り1秒から再開された。スローインはカーチス・ペリー。彼のインバウンドパスを受けたのはガーフィールド・ハード。ハードが振り向きざまに放ったジャンプショットは綺麗なアーチを描いてセルティックスのゴールに沈み、今度こそブザービーターとなった。呆然となったファンで埋め尽くされたアリーナで、ファイナル第5戦はファイナル史上初のトリプルオーバータイムへと突入した。
両チームとも主力選手の多くがファウルアウトになっていたため、勝敗はベンチメンバーに託された。こうなると選手層の厚みで上回るセルティックスが有利となった。セルティックスは三度目の延長の序盤で6点のリードを奪った。サンズはウェストファルが最後の抵抗を試みるが、レギュラーシーズンの平均出場時間が13.6分のグレン・マクドナルドはトリプルオーバータイムだけで6得点をあげるなどの活躍でサンズの追撃を振り切り、128-126で63分にわたる激戦に終止符を打った。試合終了後のコートには、疲労のあまり立ち上がれない選手も居た。
2日後の第6戦では87-80でセルティックスが勝利し、ファイナルは4勝2敗のセルティックス優勝で決した。セルティックスにとっては2年ぶり13回目の優勝である。ファイナルMVPにはシリーズ平均21.7得点、第5戦ではゲームハイの33得点を記録したジョ・ジョ・ホワイトが選ばれた。1970年代に2度の優勝を飾り、名門の健在ぶりを知らしめたセルティックスだが、選手の高齢化などで徐々に衰えていくため、1970年代のファイナル進出はこの年が最後となった。しかしリーグ随一の人事手腕の持ち主であるレッド・アワーバックのもとですぐに再建され、セルティックスは1980年代に3度目の黄金期を迎えることとなる。
一方、予想外の健闘でファイナル史に名を刻んだサンズは、その後中堅チームとして数シーズンを過ごすが、ファイナル進出には至らなかった。サンズが次にファイナル進出を果たすのは17年後の1993年である。その時のサンズをヘッドコーチとして率いるのがポール・ウェストファルであり、ウェストファルはこのファイナルでもファイナル史上2度目となるトリプルオーバータイムを経験するのである。
またこのシリーズを戦った選手のうち、ウェストファルをはじめ、パット・ライリー、ドン・ネルソン、デイブ・コーウェンス、ポール・サイラス、ガーフィールド・ハード、ディック・ヴァン・アースデール、ジョン・ウェッツェルら8人が将来ヘッドコーチに転向している。
- ボストン・セルティックス 4-2 フェニックス・サンズ　（ファイナル）
  - 第1戦 セルティックス 98-87 サンズ @ボストン
  - 第2戦 セルティックス 105-90 サンズ @ボストン
  - 第3戦 セルティックス 98-105 サンズ @フェニックス
  - 第4戦 セルティックス 107-109 サンズ @フェニックス
  - 第5戦 セルティックス 128-126 サンズ @ボストン
  - 第6戦 セルティックス 87-80 サンズ @フェニックス
  - ファイナルMVP：ジョ・ジョ・ホワイト

## ラストシーズン
- ドン・ネルソン　（1962-76）　ボストン・セルティックスで5回の優勝を経験。引退後はコーチ職に転向し、ラン&ガンオフェンスの指導者として名を馳せる。
- ジェフ・マリンズ　（1964-76）　引退後はカレッジバスケの指導者に転向。
- ビリー・カニンガム　（1965-76）　1972年からの2年間をABAのカロライナ・クーガーズで過ごした以外は、フィラデルフィア・76ers一筋でプレイし、ウィルト・チェンバレン退団後の76ersを支えた。引退後はコーチ職に転向し、やはり76ersを指揮して1983年には自身2度目の優勝を果たす。
- ジェリー・スローン　（1965-76）　シカゴ・ブルズ最初のスター選手。引退後はコーチ職に転向し、ユタ・ジャズで長年采配を振っている。
- アーチー・クラーク　（1966-76）
- ジミー・ウォーカー　（1967-76）
- コニー・ホーキンス　（1967-76）　ABA出身選手であり、1967-68シーズンのABA最優秀選手。ABAでは2シーズンだけプレイし、1970年にNBAのフェニックス・サンズに移籍。ラストシーズはアトランタ・ホークスで過ごした。
- ジェフ・ペトリー　（1970-76）　ポートランド・トレイルブレイザーズ最初のスター選手。プレイ期間は6シーズンと短く、キャリア平均は21.8得点を誇った。引退後はサクラメント・キングスのフロント職に就き、1999年と2001年のエグゼクティブ・オブ・ザ・イヤーに選ばれている。